# Ruta 235 (Costa Rica)
La Ruta 235, oficialmente Ruta Nacional Secundaria 235, es una ruta nacional de Costa Rica ubicada en la provincia de Puntarenas.

## Descripción
En la provincia de Puntarenas, la ruta atraviesa el cantón de Quepos (el distrito de Quepos).